# Sommer-Paralympics 1980/Goalball
Bei den Sommer-Paralympics 1980 in Arnhem wurde ein Goalballturnier ausgetragen.

## Männer
| Platz | Land |
| ----- | ---- |
| 1     | FRG  |
| 2     | USA  |
| 3     | NED  |